# Alcippe de Rippon
Alcippe fratercula
Espèce
Statut de conservation UICN

LC : Préoccupation mineure
L'Alcippe de Rippon (Alcippe fratercula) est une espèce d'oiseaux passereaux de la famille des Pellorneidae.

## Habitat et répartition
Son aire s'étend du centre/sud de la Chine au sud-est de la Birmanie et le nord du Vietnam.
Il peuple les forêts tropicales et subtropicales de moyenne altitude.

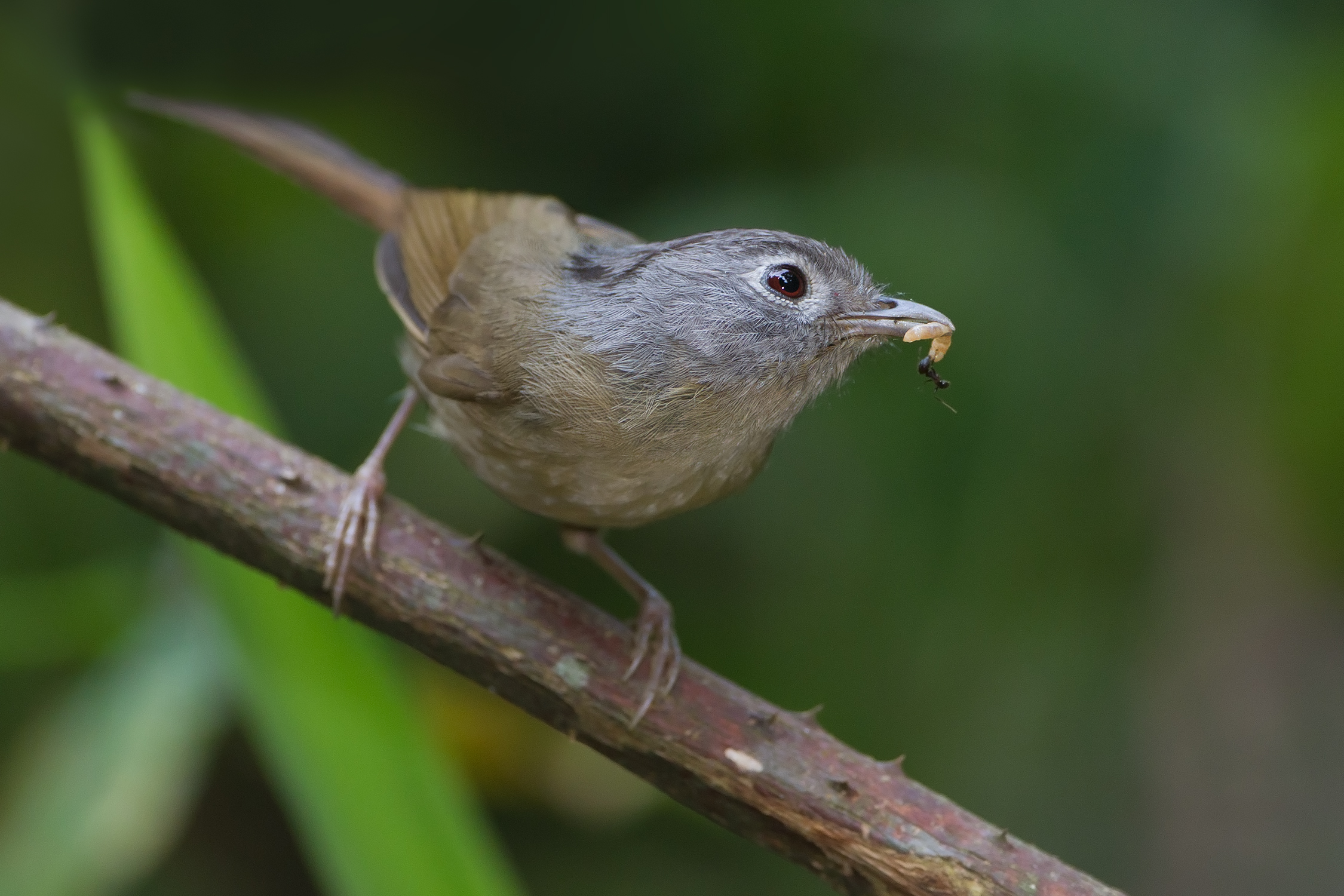
Alcippe de Rippon,, Thaïlande